# Hemipteroseius
Hemipteroseius es un género de ácaros perteneciente a la familia Otopheidomenidae.

## Especies
Hemipteroseius Evans, 1963
- Hemipteroseius vikrami Menon, 2011[2]
- Hemipteroseius womersleyi Evans, 1963